# Depot von Držov
Das Depot von Držov (auch Hortfund von Držov) ist ein Depotfund der frühbronzezeitlichen Aunjetitzer Kultur aus Držov, einem Ortsteil von Vojníkov im Jihočeský kraj, Tschechien. Es datiert in die Zeit zwischen 1800 und 1600 v. Chr. Das Depot befindet sich heute im Stadtmuseum von Písek.

## Fundgeschichte
Das Depot wurde vor 1975 nordwestlich von Držov am linken Ufer der Otava entdeckt. Laut Aussage des Finders lag es unter einem flachen Stein von 0,5 m Länge. Eine archäologische Nachuntersuchung ergab keine weiteren Funde oder Befunde.

## Zusammensetzung
Das Depot besteht aus vier bronzenen Spangenbarren. Sie haben eine Länge zwischen 280 mm und 284 mm sowie ein Gewicht zwischen 124,9 g und 139,9 g.